# اسکات ایرلاینز
اسکات ایرلاینز (به انگلیسی: SCAT Airlines) یک شرکت هواپیمایی با کد یاتا DV است که در تاریخ ۱۹۹۷ میلادی تأسیس شده و در تاریخ ۱۹۹۷ فعالیتش را آغاز کرده‌است. دفتر مرکزی اسکات ایرلاینز در چیمکند، قزاقستان واقع شده‌است و قطب این شرکت هواپیمایی در فرودگاه بین‌المللی چیمکند قرار دارد و به ۳۳ مقصد، پرواز مستقیم انجام می‌دهد.